# Sohár Pál Ferenc
Sohár Pál Ferenc, Paul Sohar (Székesfehérvár, 1936. július 29. – New Jersey, 2023. augusztus 20.) magyar származású amerikai vegyészmérnök, költő és műfordító.

## Pályafutása
1956-ban emigrált az Amerikai Egyesült Államokba, ahol filozófia szakon szerzett BA diplomát az Illinois-i Egyetem Urbana-Champaign campusán. Ezt követően vegyészként helyezkedett el a Merck gyógyszergyárnál, ahol 36 éven át dolgozott. Kiemelkedő tudományos pályafutása során 26 tanulmányt publikált és 13 szabadalmat jegyzett. Esténként és szabadidejében irodalmi szenvedélyének hódolt: saját neve alatt számos verset és novellát jelentetett meg, emellett magyar és más európai nyelvekről angolra fordított költeményeket publikált.
Nyugdíjba vonulását követően továbbra is írt és fordított, műveit pedig rendszeresen elküldte kiadóknak szerte a világon. Összesen 87 amerikai, 11 kanadai és 9 brit folyóirat közölte írásait, emellett Franciaországban, Ausztriában, Hollandiában, Csehországban és Magyarországon is publikálták műveit. A folyóiratok mellett több mint 30 könyvet jelentetett meg, melyek között saját verseskötetei és fordításai is szerepeltek. Műfordításai révén hozzájárult a magyar kultúra nemzetközi ismertségéhez. Aktív tagja volt a Modern Language Association (MLA) és az American Hungarian Educators Association (AHEA) szervezeteknek, és előadóként is rendszeresen részt vett ezen szervezetek konferenciáin és rendezvényein. Munkásságát számos rangos díjjal ismerték el, többek között elnyerte a Wordrunner Press Chapbook Prize díjat, a Janus Pannonius Életműdíjat és a Balassi Irodalmi Fordítói Nagydíjat. Kétszer jelölték a Pushcart Prize elismerésre.

## Kötetei
- Homing Poems / Hazajáró versek (2005)
- The Wayward Orchard (2011)
- In Sun's Shadow: Selected Poems (2020)
- Elveimhez hűen, konokul; Lexica, Budapest, 2016 (Magyar tudósok)
- Györgyey Ferenc Aladár–Sohár Pál: A gumibotcsinálta kém. A magyar gulag groteszk panoptikuma; közrem. Faludy György, Nyeste Zoltán, vers Illyés Gyula, ford. Mohai Szilvia; Művészeti és Irodalmi Jelen, Budapest, 2022 (Irodalmi jelen könyvek)
- Őszi verslábnyomok. Válogatott versek; Széphalom Könyvműhely, Budapest, 2022

## Műfordításai
- The Adventures of Mishi the Squirrel (eredeti mű: Tersánszky Józsi Jenő: Misi mókus kalandjai) (Csicsery-Rónay Elizabeth-tel közösen)
- Dancing Embers: Selected Poetry (Twisted Spoon Press, 2002, Kányádi Sándor válogatott versei)
- In Contemporary Tense (Irodalmi Jelen Könyvek/Iniquity Press, 2013, Kányádi Sándor válogatott versei)
- Silver pirouettes: Selected Poems (Ragged Sky Press, 2017, Faludy György válogatott versei)
- Song offerings (Iniquity Press/Vendetta Books, 2020, Mezey Katalin válogatott versei)
- Pagan Flowers: Selected poems by the French Symbolists (2021, francia szimbolista költők válogatott versei)
- Before the storm (2023, kortárs erdélyi magyar költők válogatott versei)
- Pillars of Magyar Poetry (Cervena Barva Press, 2024, válogatott versek)

## Díjai, elismerései
- Wordrunner Press Chapbook Prize (2011)
- Lincoln Poets Society Contest (2012)
- Budavári Tóth Árpád Műfordítói Díj (2016)
- Janus Pannonius Műfordítói Nagydíj (2016)[9]
- Balassi Prize for Literary Translation (2021)[10][11]